# Indás ínfű
Az indás ínfű (Ajuga reptans) az ajakosvirágúak (Lamiales) rendjébe, ezen belül az árvacsalánfélék (Lamiaceae) családjába tartozó faj.

## Előfordulása
Az indás ínfű Dél-Európa kivételével egész Európában igen gyakori. Európán kívül, ez a növényfaj még megtalálható Afrika északnyugati részén, és Ázsia mérsékelt övi részein is.

## Megjelenése
Az indás ínfű 15-30 centiméter magas, évelő növény. Szárának tövéből hosszú, leveles indák nőnek. A négyszögletű szár csak két átellenes oldalán pelyhes szőrű. A 4-7 centiméteres tőlevelek csokorszerűen helyezkednek el, szárnyas nyelük hosszú, a szárlevelek rövidebbek, hosszúkás, fordított tojásdadok, tompán fogasak vagy ép szélűek, keresztben átellenes állásúak. A kék vagy ibolyáskék, nagyon ritkán rózsaszín vagy fehér, ajakos virágok kettesével, hatosával álörvökben nyílnak a felső szárlevelek hónaljában, és hengeres álfüzért alkotnak. A felső ajak csaknem teljesen hiányzik, a háromhasábú alsó ajak viszonylag nagy méretű. A virágok 1,5-2 centiméteresek, melyből 1-1,5 centiméter jut a párta karimájára. A virágzat murváskodó levelei ép vagy kanyargós, esetleg csipkés szélűek.

## Életmódja
Az indás ínfű lomb- és tűlevelű, valamint elegyes erdők, ligetek, nyirkos rétek, cserjések és utak szélének lakója. A hegységekben 1700 méter magasságig felhatol. Az indás ínfű az üde, laza, tápanyagban gazdag, humuszos vályog- és erdei talajokat kedveli. A virágzási ideje május–június között van. Magját a hangyák terjesztik.

## Felhasználása
Az indás ínfüvet korábban gyógynövényként használták sebek gyógyítására. Zsenge, fiatal leveleiből főzelék készülhet.

## Rokon faj
A közeli rokon közönséges ínfű (Ajuga genevensis) ugyancsak gyökérsarjakkal szaporodik.

## Képek

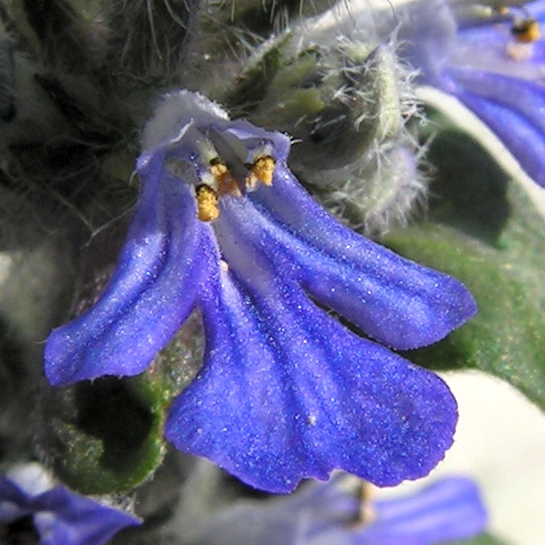
Kék virágok
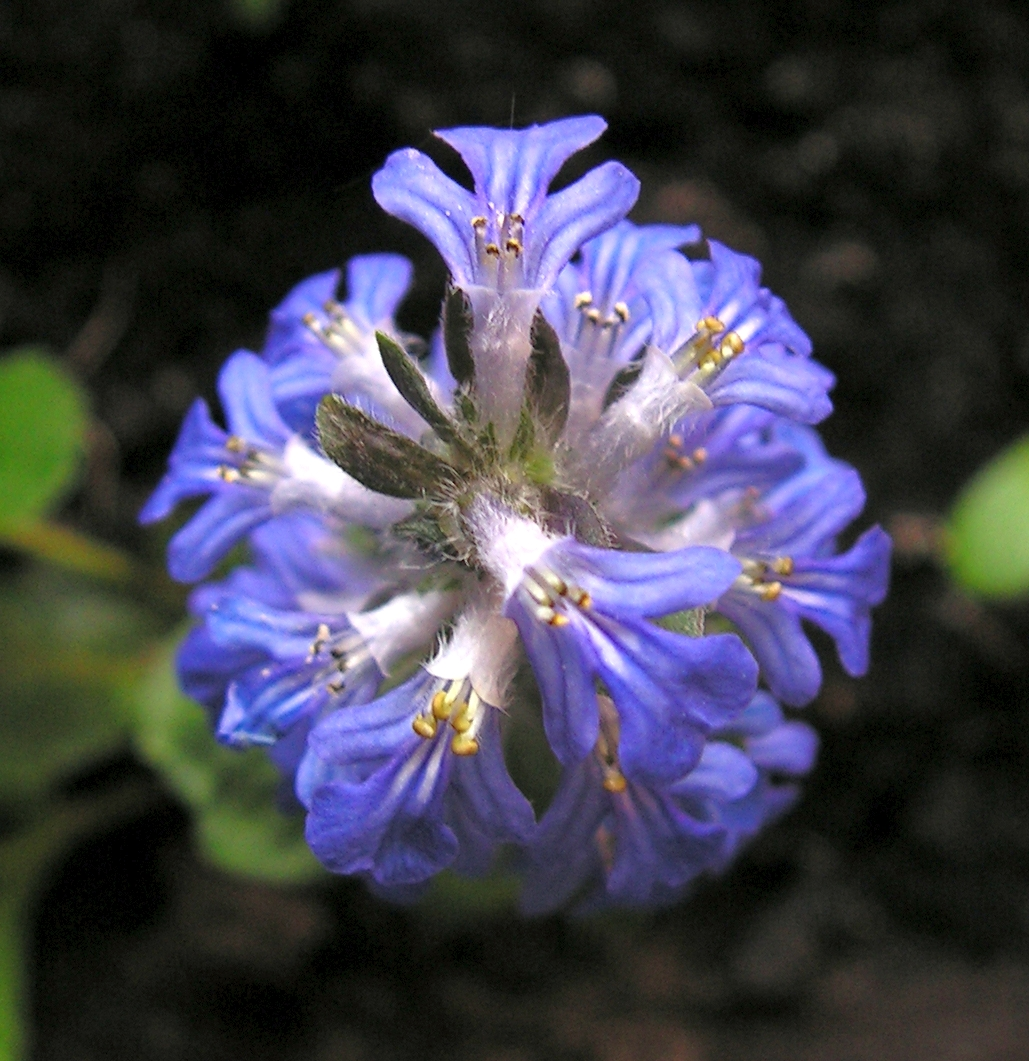
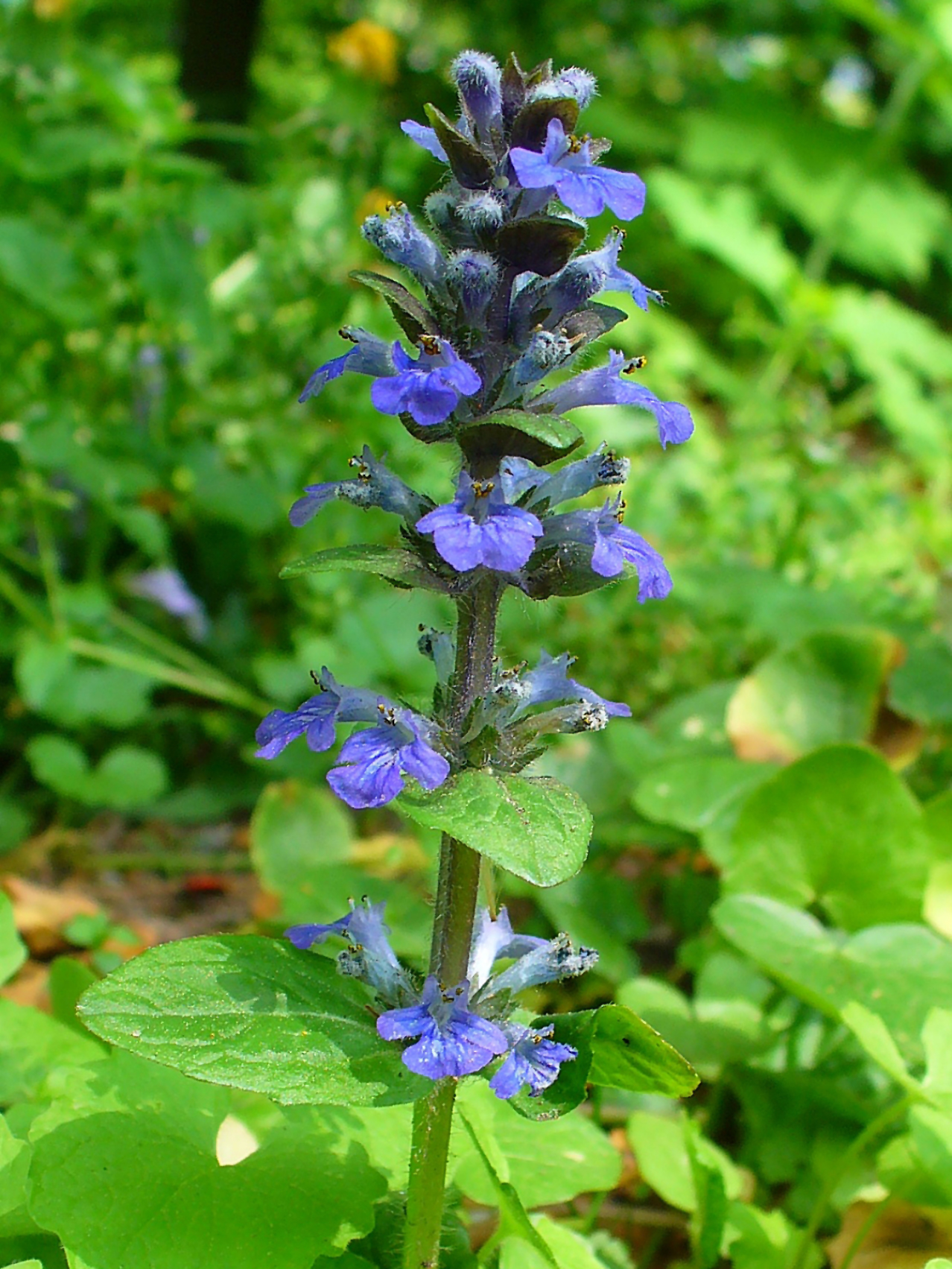
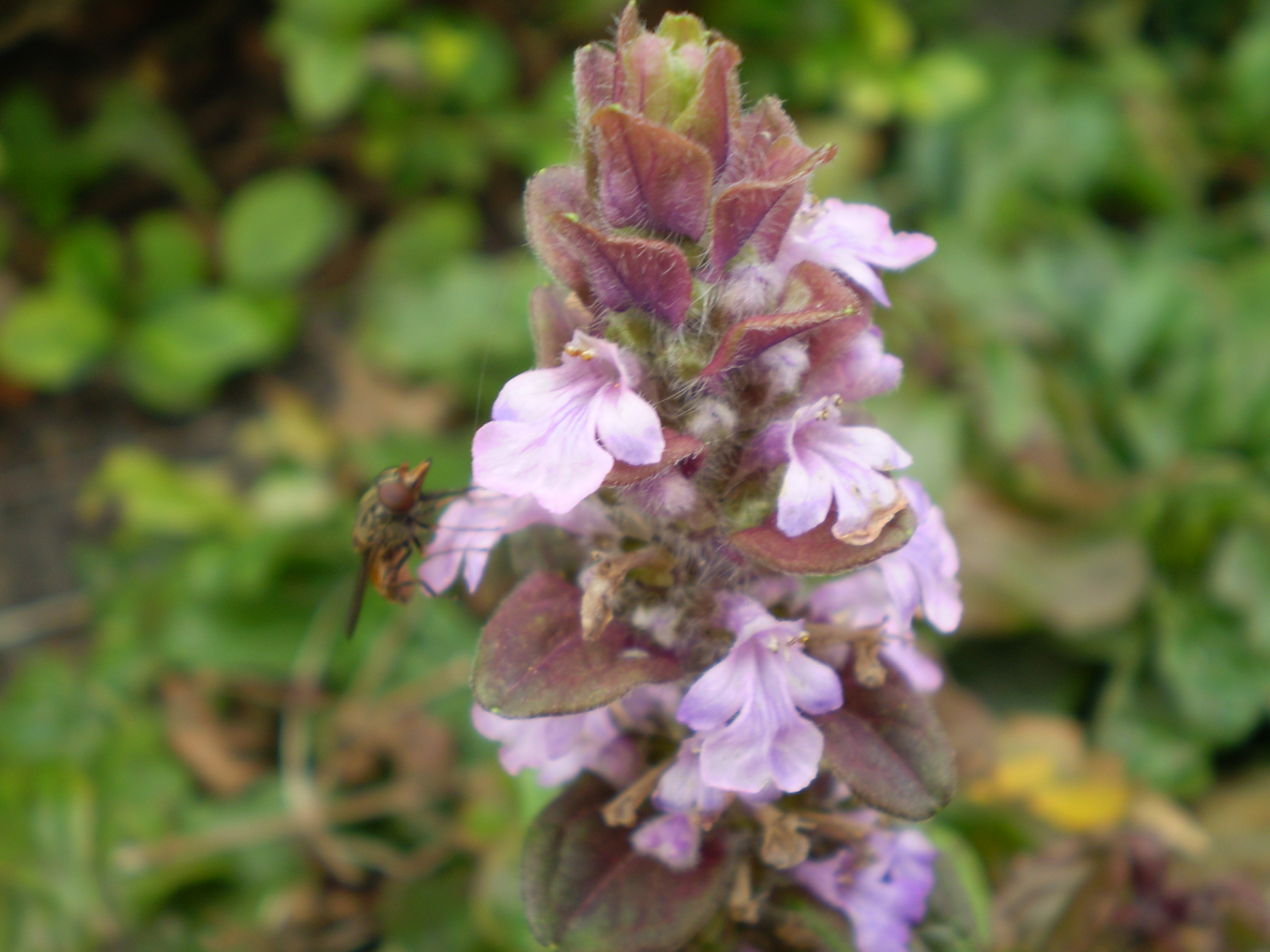
Rózsaszínesek
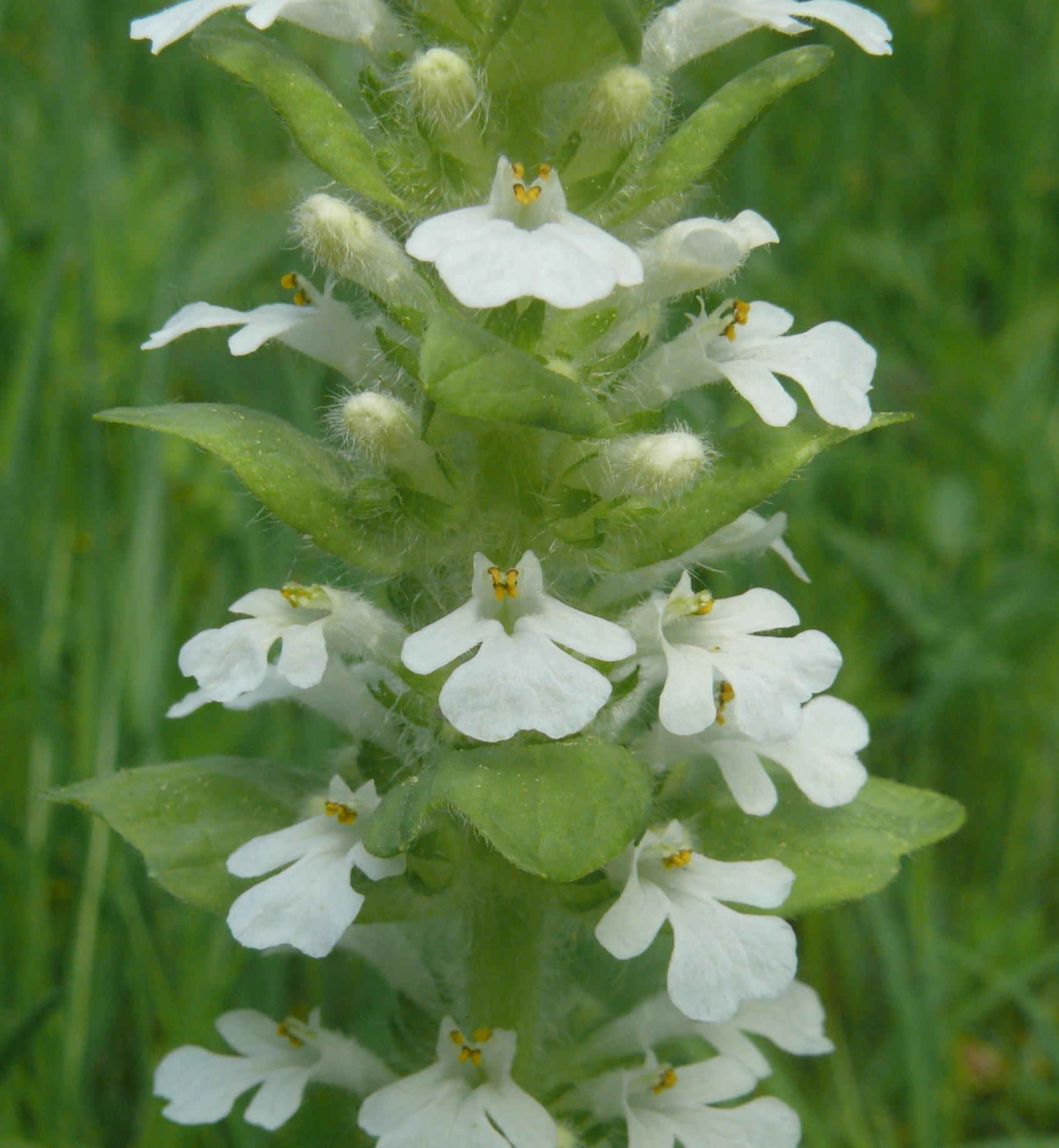
Fehérek
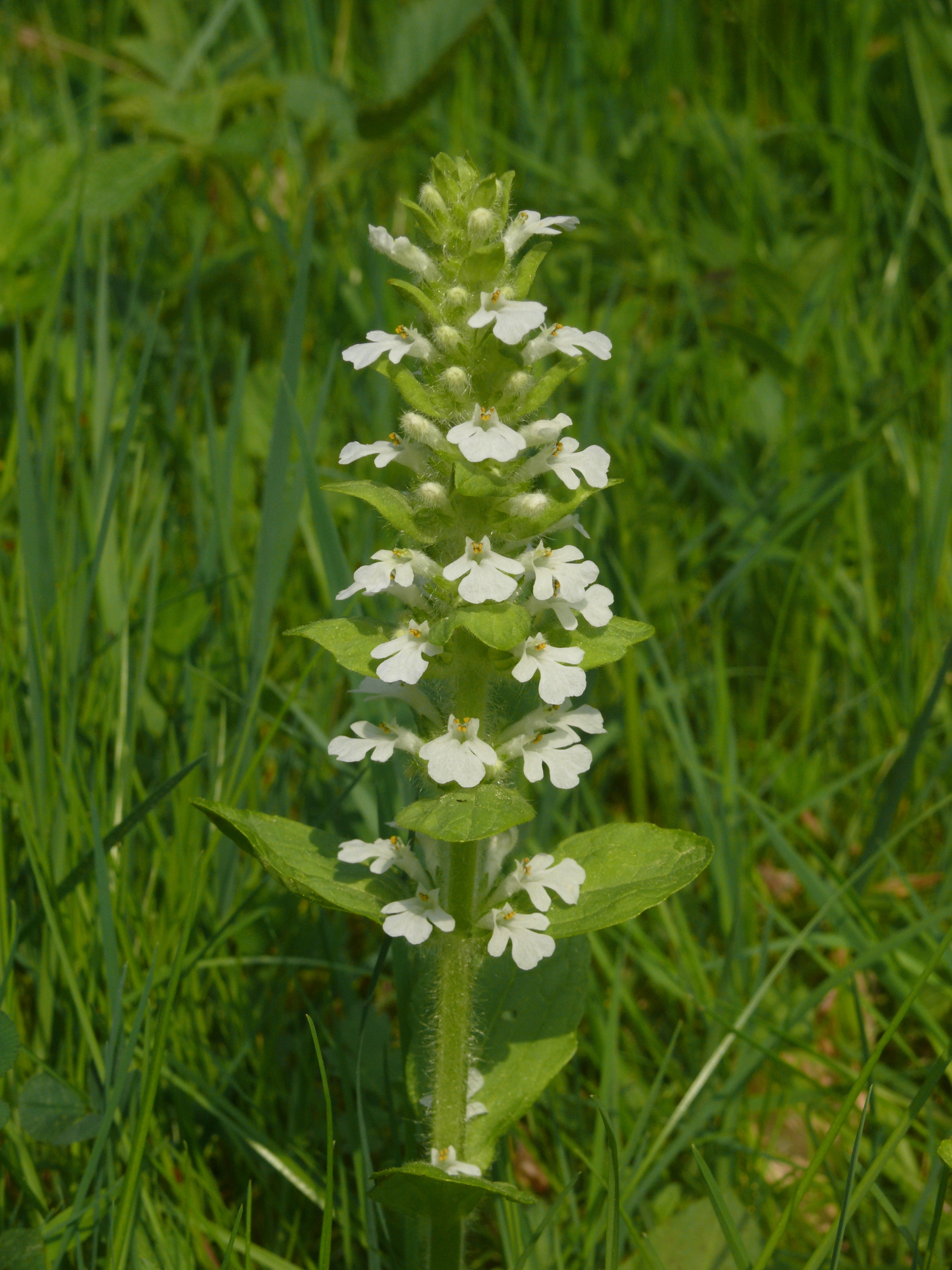
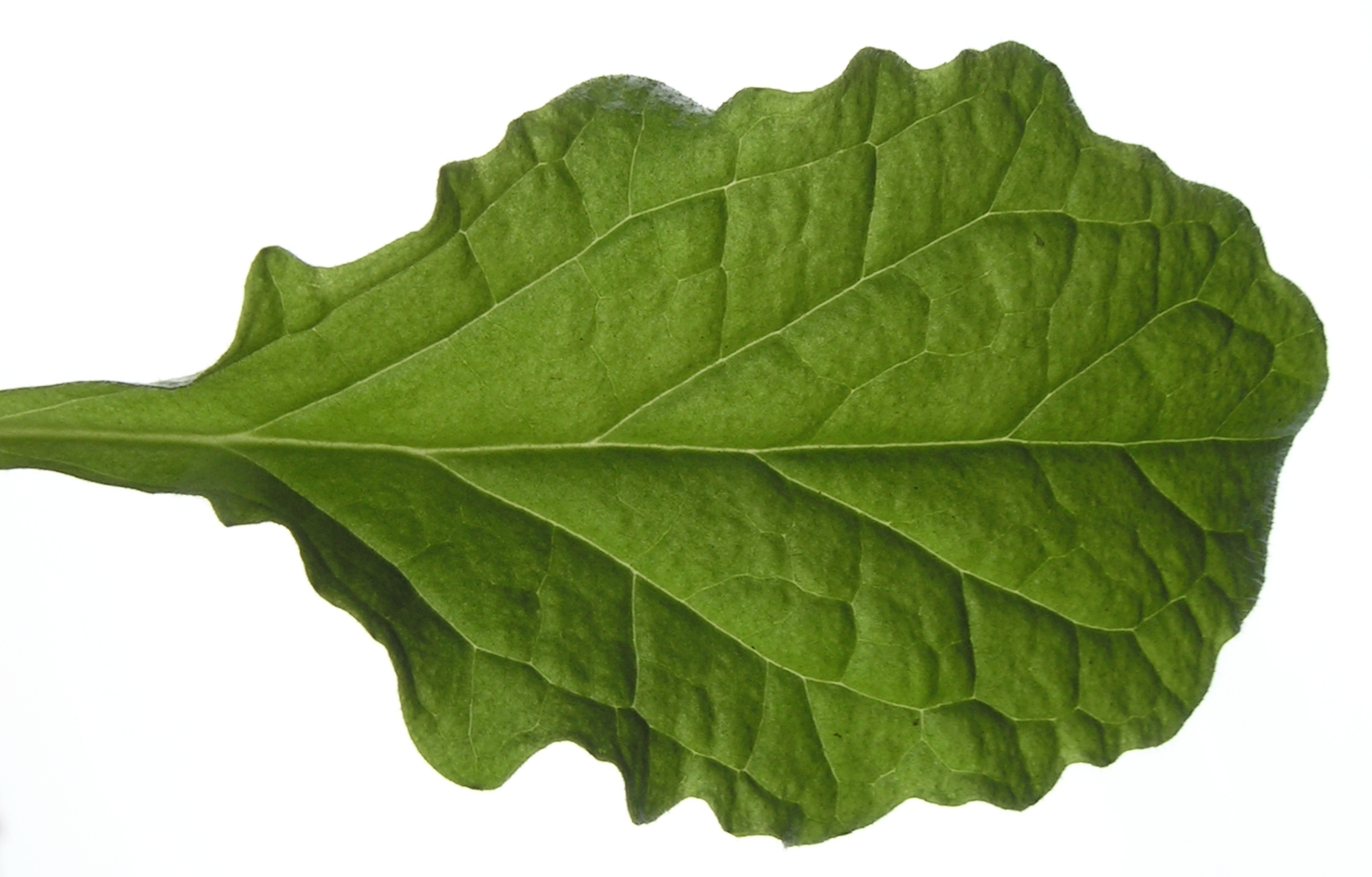
Levele
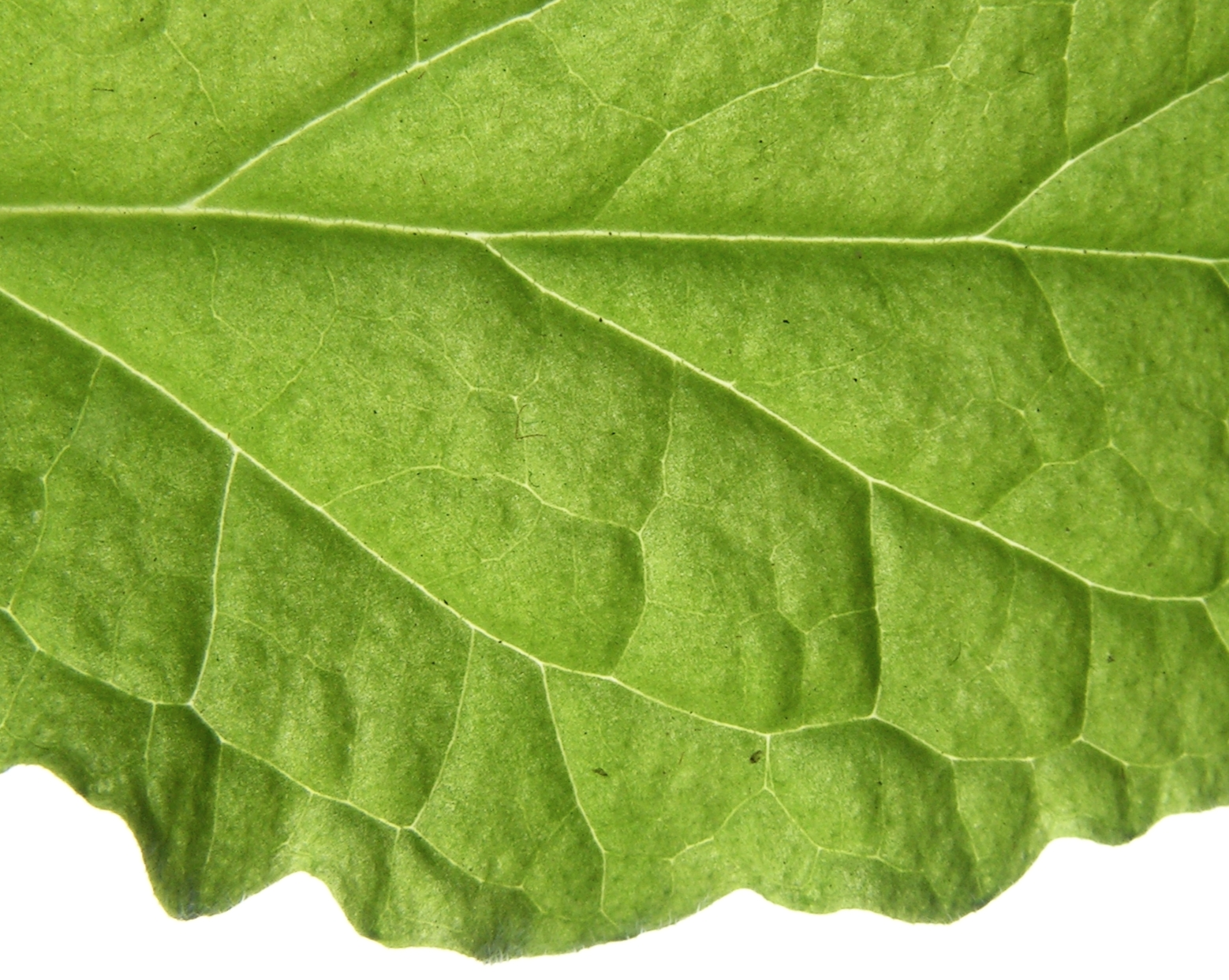
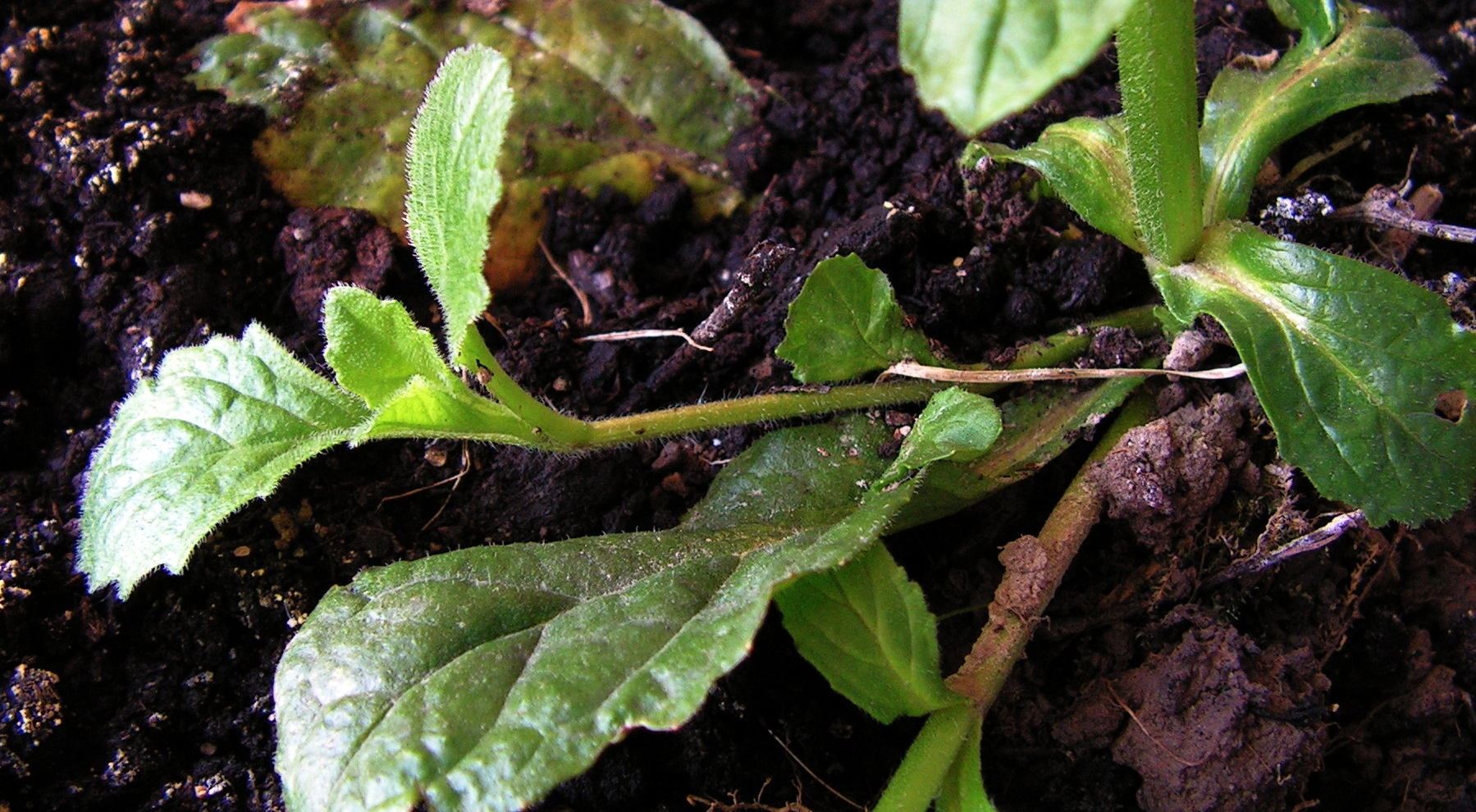
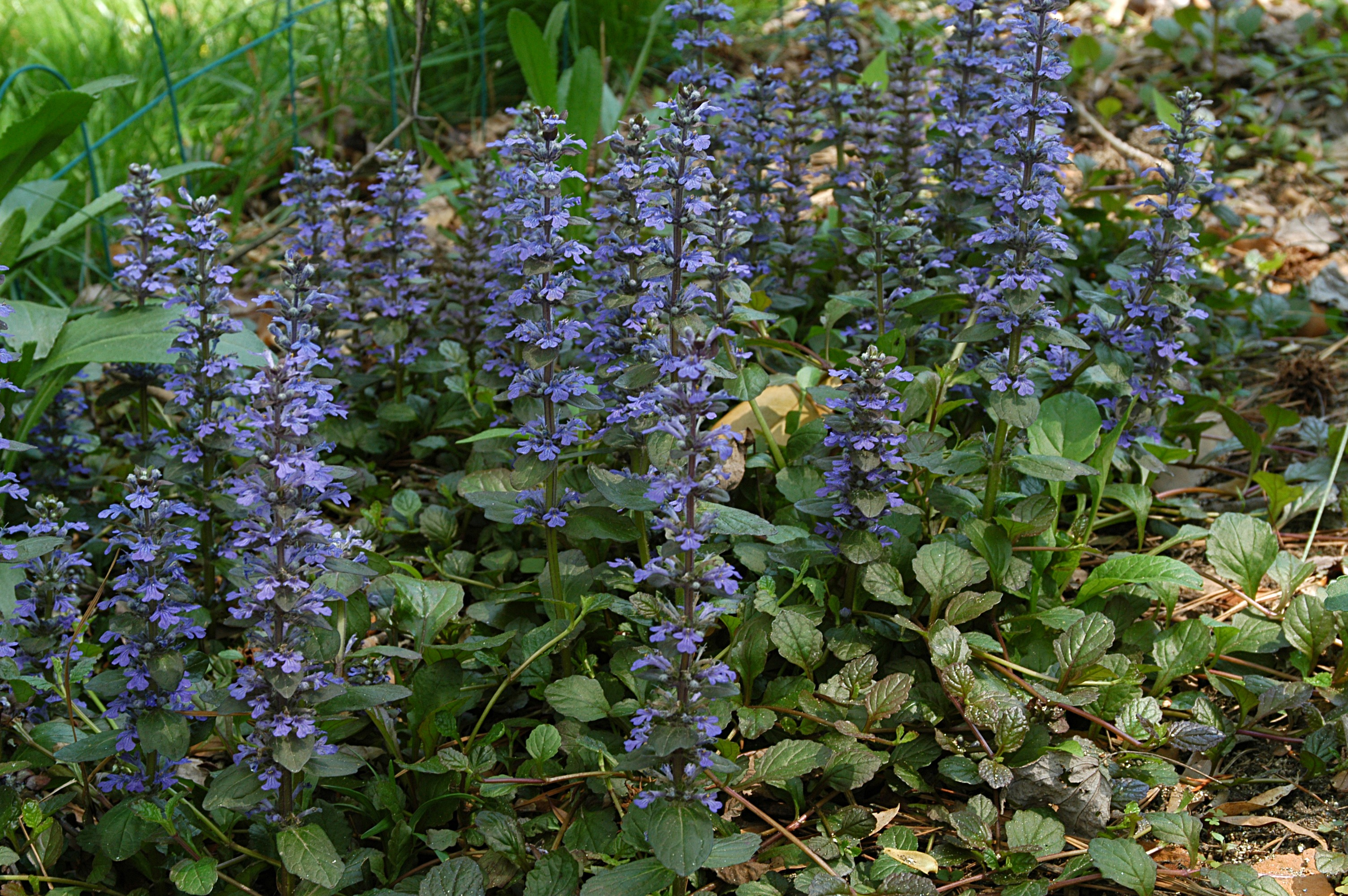
Telepei
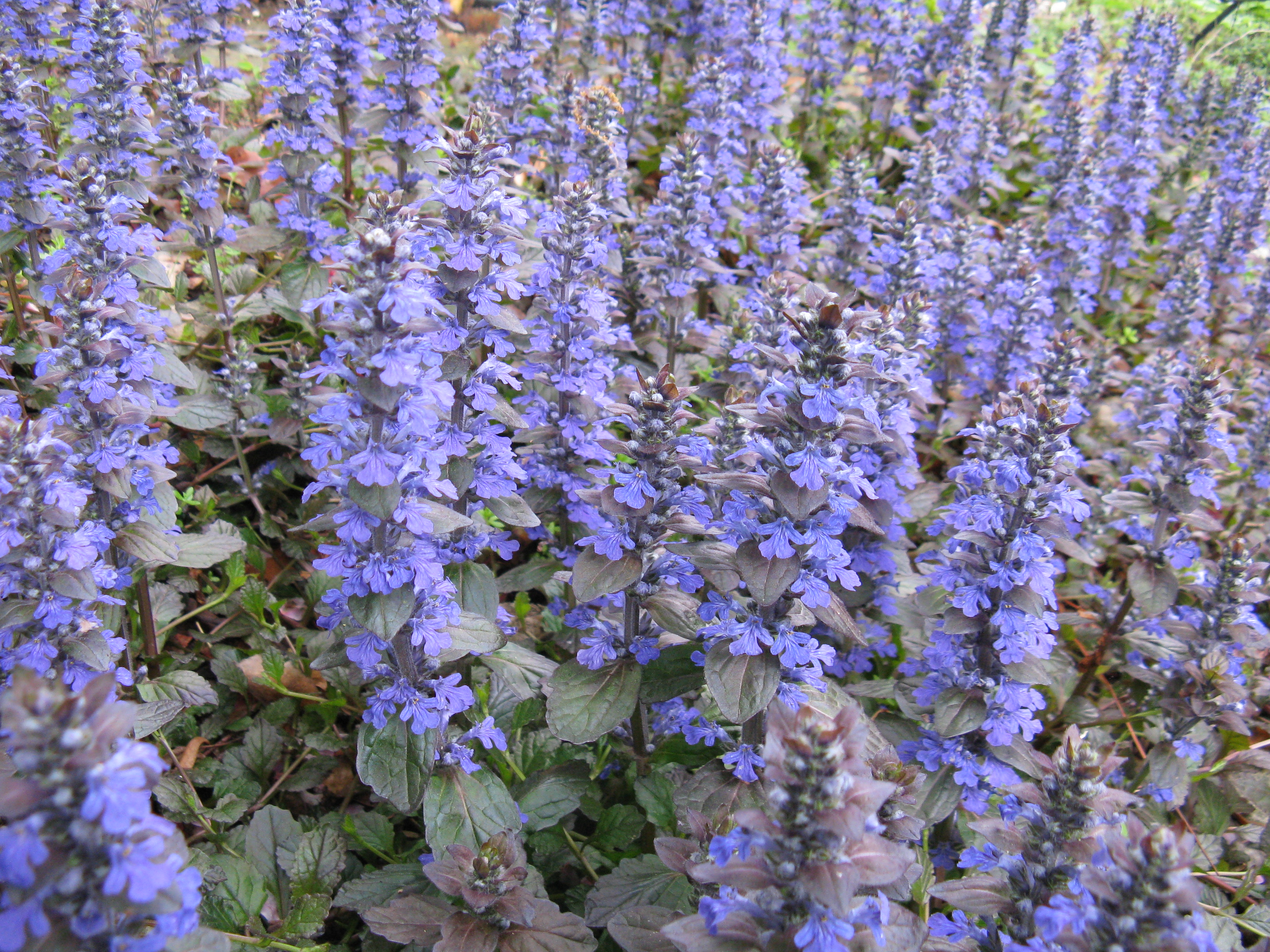
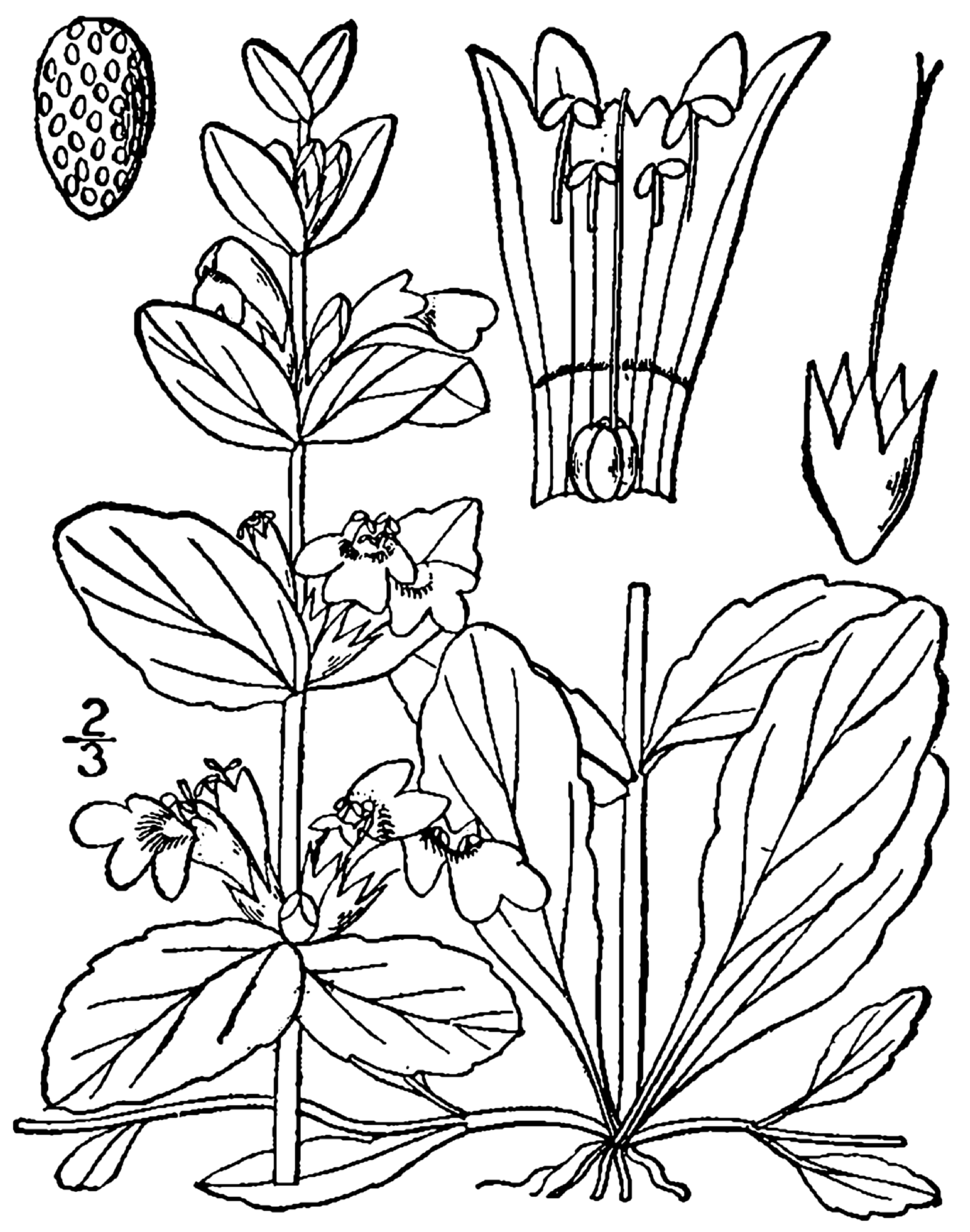
Rajz a magról
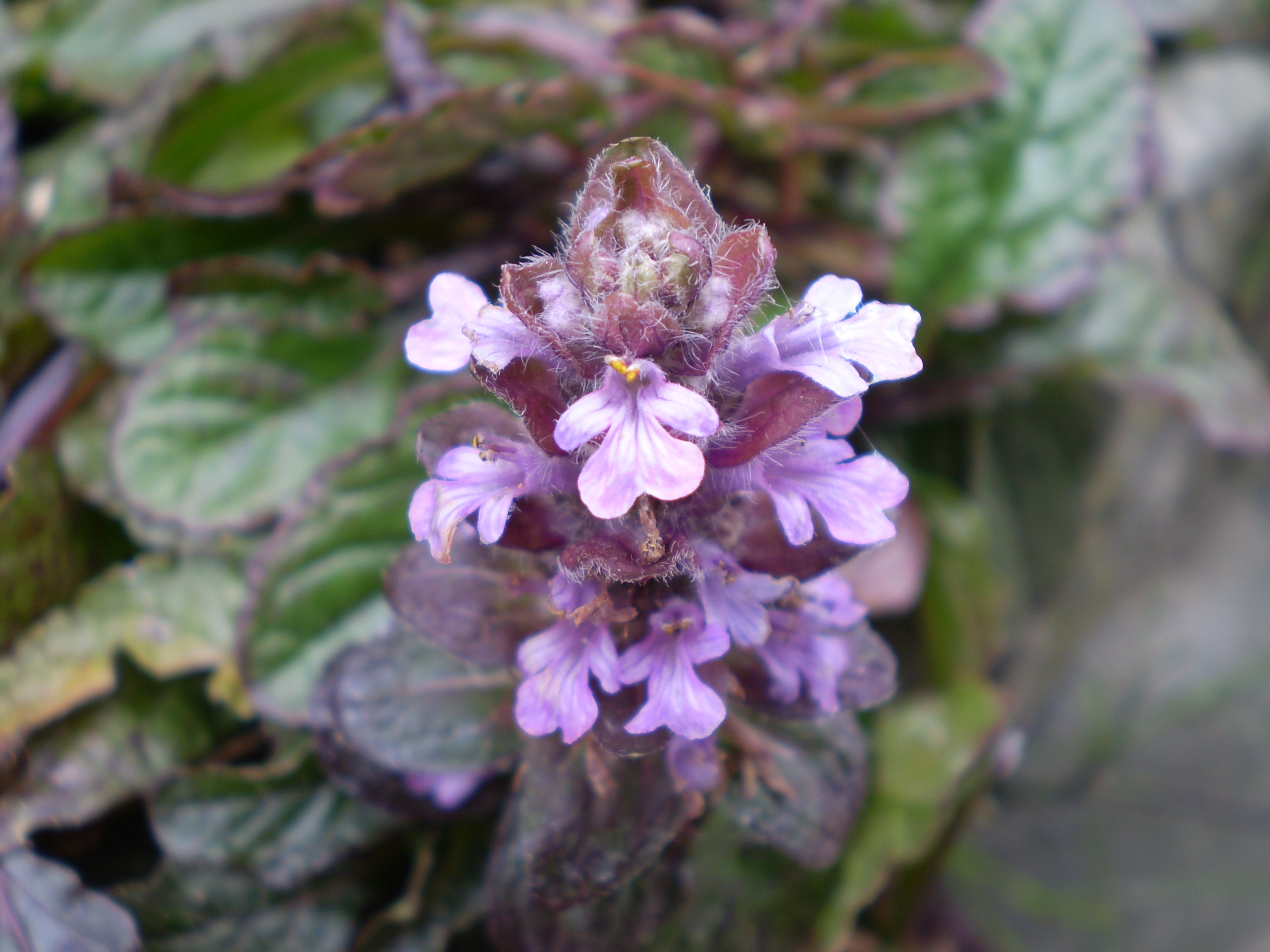
Ajuga reptans var. atropurpurea virágok
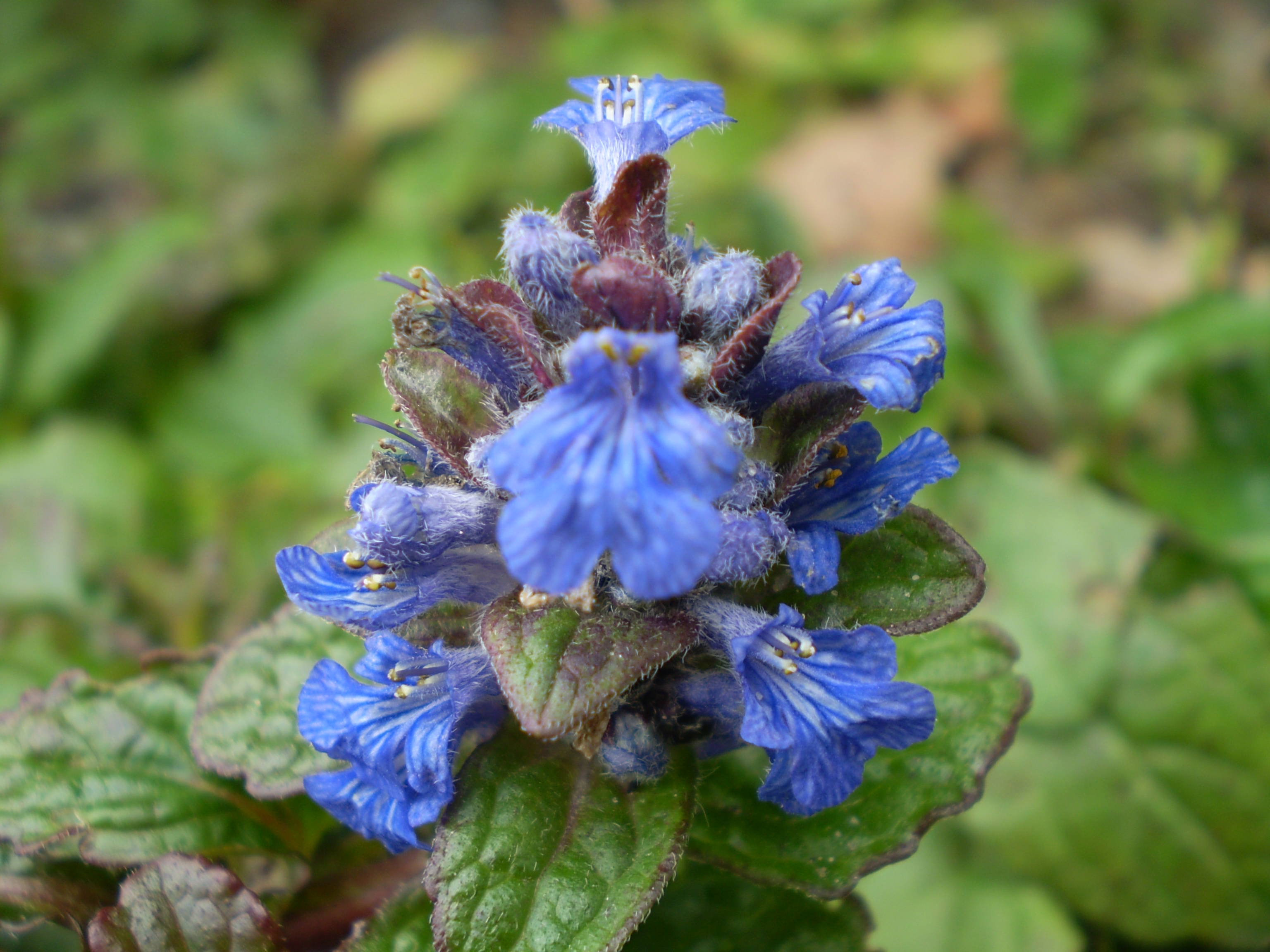
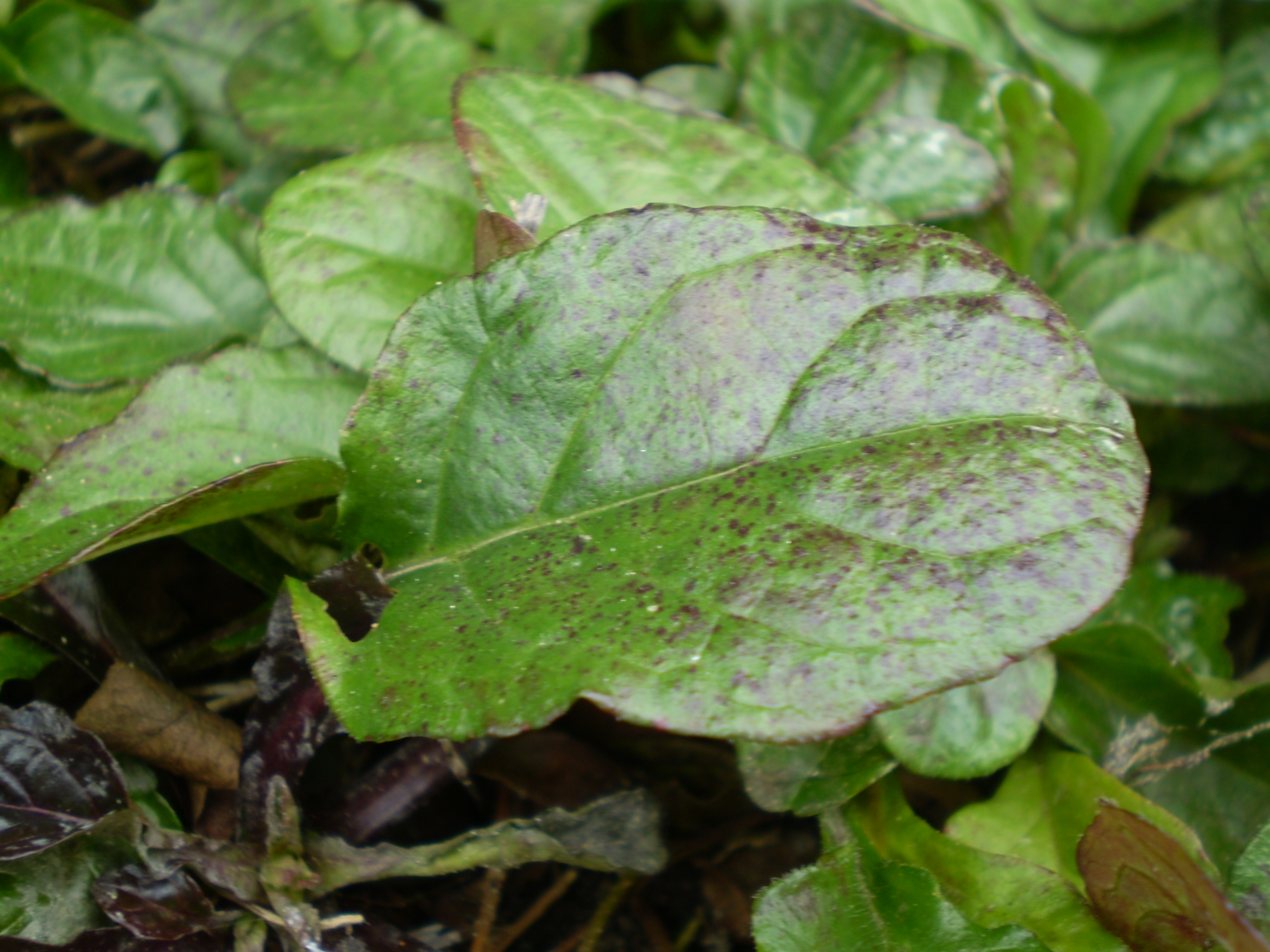
Ajuga reptans var. atropurpurea levelek
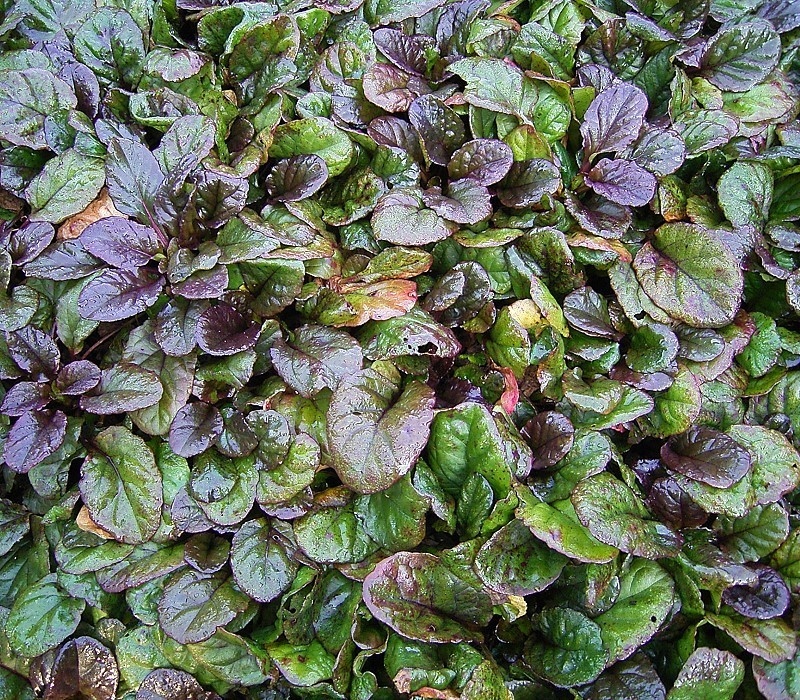
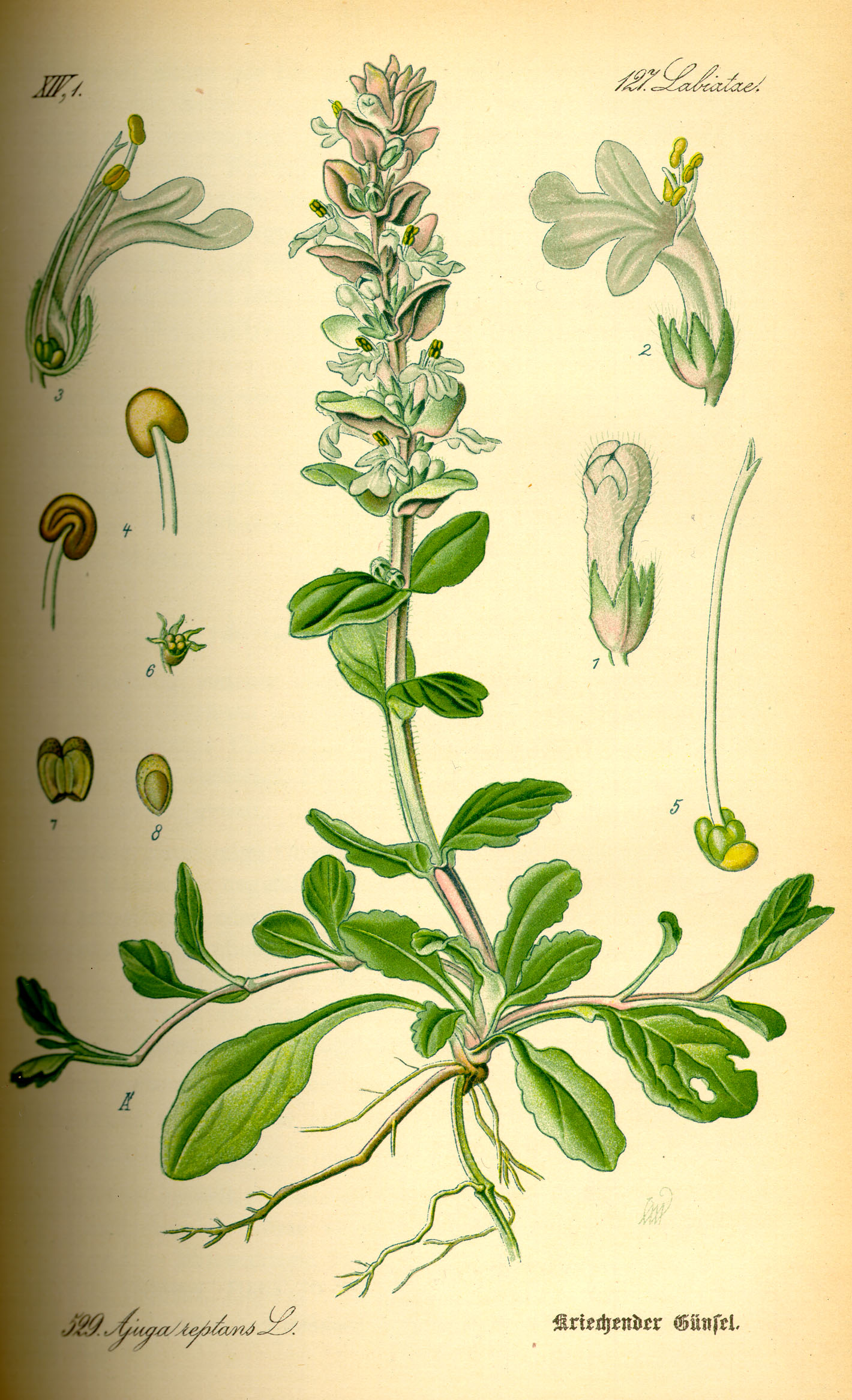
Rajzok a növényről
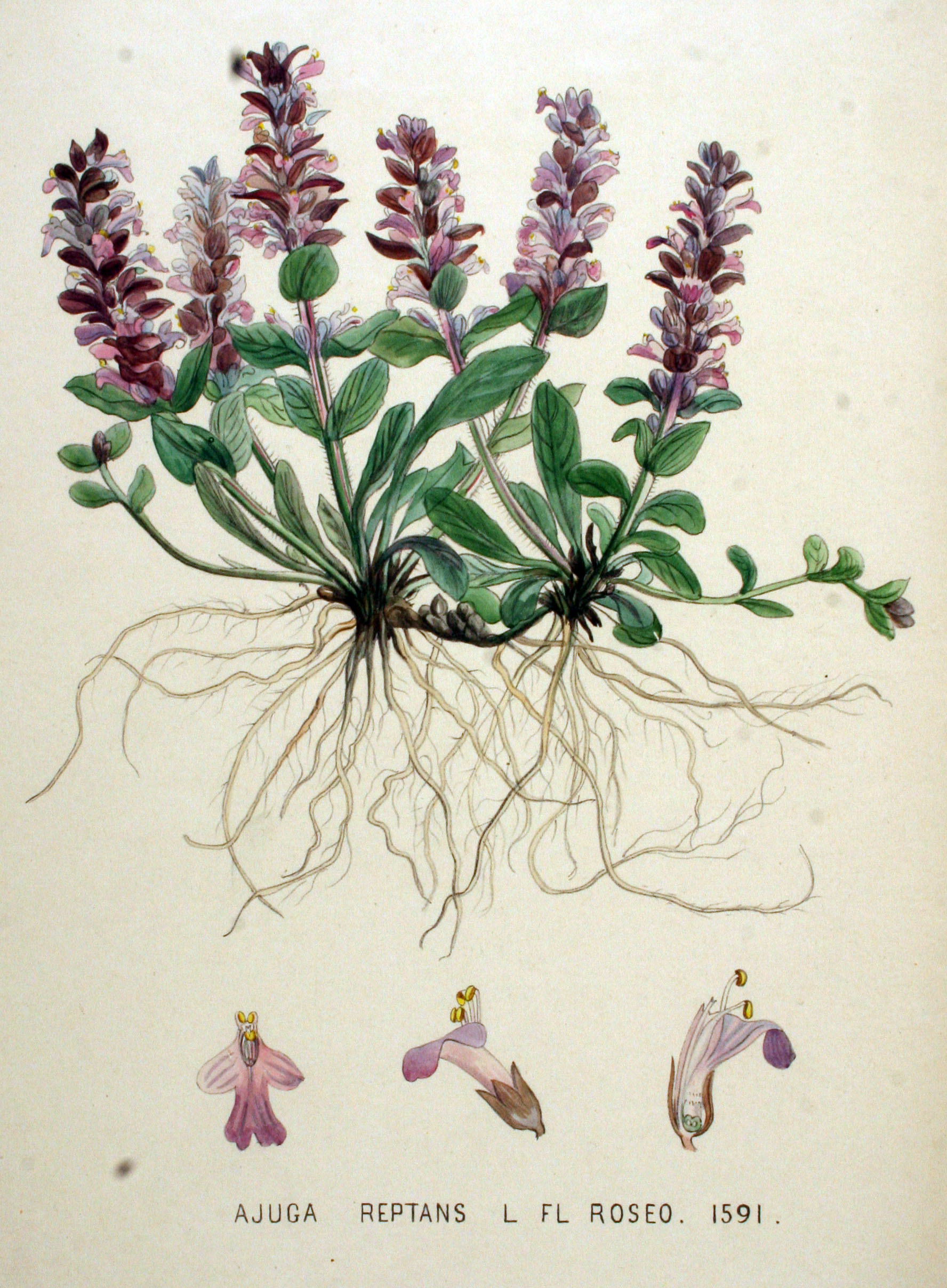